# Giełda Papierów Wartościowych w Belgradzie
Giełda Papierów Wartościowych w Belgradzie (serb. Beogradska Berza, ang. Belgrad Stock Exchange – BELEX) – giełda papierów wartościowych w Serbii; zlokalizowana w stolicy kraju – Belgradzie.